# المخيلي
المخيلي هي قرية صغيرة تقع في ليبيا شرق بنغازي بحوالي 274 كم، كما تقع إلى الغرب من التميمي بحوالي 80 كم.

## الجغرافيا
بسبب وقوعها في الصحراء الليبية، عانت المخيلي من عزلة دائمة، إلاّ أن عزلتها انتهت بعد تعبيد طريق الخروبة–التميمي الصحرواي في الفترة 1975-1985، إذ أن ذلك الطريق صار المفضل للمسافرين ما بين طبرق وبنغازي.

## التاريخ
- في يناير 1941، ضمن أحداث الحرب العالمية الثانية، قامت القوة البريطانية المسماة «القوة الصحراوية الغربية»، والتي يقودها القائد البريطاني ريتشارد أوكونور (بعد احتلال طبرق في 22 يناير)، بالتفافة جريئة في قلب الصحراء بهدف احتلال المخيلي التي كانت تحميها القوات الإيطالية، واحتلتها القوات البريطانية في 27 يناير.
- وفي أبريل من نفس العام، قام القائد الألماني إرفين رومل بالهجوم على الصحراء بهدف تطويق القوات البريطانية في برقة، ولهذا السبب احتل المخيلي في 7 أبريل، وساهم هذا بالقبض على أوكونور بالقرب من درنة في نفس الشهر.
- في 18 ديسمبر 1941 احتلت القوات البريطانية المخيلي ضمن ما يسمى عملية الصليبي.
- في بداية فبراير 1942، احتلت القوات الألمانية المخيلي ضمن الهجوم الثاني الذي قام به رومل على برقة.
- في نوفمبر 1942 احتلت القوات البريطانية المخيلي لآخر مرة.